# When It Ends It Starts Again
When It Ends It Starts Again – drugi singel André Tannebergera z albumu Contact. Został wydany 2 maja 2014 roku i zawiera dwa utwory. Piosenkę zaśpiewał amerykański wokalista Sean Ryan.

## Lista utworów
| Nr | Tytuł                                        | Długość |
| -- | -------------------------------------------- | ------- |
| 1. | When It Ends It Starts Again (Radio Edit)    | 4:04    |
| 2. | When It Ends It Starts Again (Album Version) | 4:51    |